# Santa Teresa (microregio)
Santa Teresa is een van de 13 microregio's van de Braziliaanse deelstaat Espírito Santo.

Zij ligt in de mesoregio Central Espírito-Santense en grenst aan de mesoregio's Noroeste Espírito-Santense in het noordwesten en noorden, aan Litoral Norte Espírito-Santense in het noordoosten, en aan de microregio's Vitória in het zuidoosten en Afonso Cláudio in het zuiden en westen.

De microregio heeft een oppervlakte van ca. 3318 km². Midden 2004 werd het inwoneraantal geschat op 103.634.
Zes gemeenten behoren tot deze microregio:
- Itaguaçu
- Itarana
- Santa Leopoldina
- Santa Maria de Jetibá
- Santa Teresa
- São Roque do Canaã

Mesoregio's: Central Espírito-Santense · Litoral Norte Espírito-Santense · Noroeste Espírito-Santense · Sul Espírito-Santense

Microregio's: Afonso Cláudio · Alegre · Barra de São Francisco · Cachoeiro de Itapemirim · Colatina · Guarapari · Itapemirim · Linhares · Montanha · Nova Venécia · Santa Teresa · São Mateus · Vitória